# ГЕС Ампеццо
ГЕС Ампеццо (італ. CENTRALE DI AMPEZZO) — гідроелектростанція на північному сході Італії. Становить верхній ступінь у гідровузлі, спорудженому в верхів'ях річки Тальяменто (впадає в Адріатичне море між Венецією та Трієстом).
Ресурс для роботи станції накопичується за допомогою греблі Лум'єй, якою перекрили однойменну річку, що дренує південну частину Карнійських Альп та впадає зліва у Тальяменто. Зазначена бетонна аркова гребля має висоту 136 метрів, довжину 156 метрів та утримує водосховищі Sauris об'ємом 73 млн м3.
Від водосховища до машинного залу, розташованого нижче по долині на правому березі Lumiei, веде дериваційний тунель довжиною 4,2 км, який на завершальному етапі переходить у напірний водогін та забезпечує напір у 480 метрів.
Машинний зал первісно обладнали трьома турбінами типу Пелтон загальною потужністю 55 МВт. На початку 2010-х усі три турбогенератори, введені в експлуатацію у 1948 році, замінили на нові, що дало змогу збільшити потужність станції до 62,1 МВт.
Відпрацьована вода відводиться у нижній балансуючий резервуар та далі спрямовується на нижній ступінь гідровузла ГЕС Сомплаго.
Для видачі продукції використовують ЛЕП, що працює під напругою 130 кВ.